# Francesco Florimo

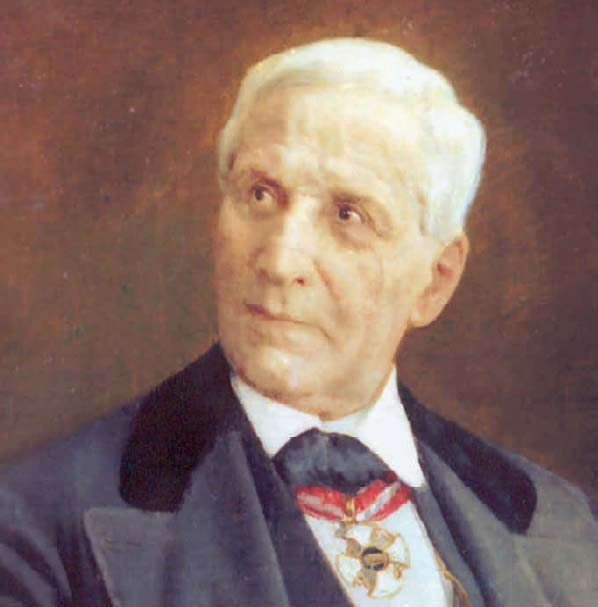
Francisco Florimo

Francesco Florimo (* 12. Oktober 1800 in San Giorgio Morgeto; † 18. Dezember 1888 in Neapel) war ein italienischer Komponist, Musikwissenschaftler und Bibliothekar.

## Biografie
Als Kommilitone und hingebungsvoller Freund von Vincenzo Bellini, dem er mehrere Schriften widmete (Traslazione delle ceneri di Vincenzo Bellini: memorie e impressioni, Neapel 1876, und vor allem Bellini: memorie e lettere, Florenz 1882), war er Schüler von Nicola Antonio Zingarelli (bei dessen Beerdigung wurde eine speziell für Bellini komponierten Trauersymphonie aufgeführt) und Giacomo Tritto.
In seiner Jugend komponierte er Kantaten, Messen und im Jahr 1825 veröffentlichte er eine anerkannte Gesangsmethode, die wichtig genug war, um vom Konservatorium von Neapel verwendet zu werden.
Sein Andenken ist jedoch vor allem mit seiner Tätigkeit als Historiker, Bibliothekar, Forscher und Kulturorganisator verbunden.
1826 wurde er zum Archivar, dann zum Leiter und schließlich zum Direktor (ab 1851) der Bibliothek des Conservatorio di San Pietro a Majella (damals Regio Collegio di Musica) ernannt, und unter seiner Leitung erwarb die Institution eine wertvolle Sammlung von musikwissenschaftlichen Werken und Manuskripten neapolitanischer Meister, aber nicht nur von neapolitanischen Künstlern.
Seine Forschungen über die musikalische Tradition Neapels wurden 1869 im historischen Werk Cenno storico sulla Scuola musicale di Napoli (Historischer Bezug zur Musikschule von Neapel) zusammengefasst, das in 2 Bänden veröffentlicht wurde, und später in dem 4-bändigen Werk La scuola musicale di Napoli e i suoi conservatori (Die Musikschule von Neapel und ihre Konservatorien), das zwischen 1880 und 1882 veröffentlicht wurde.
Seine Teilnahme an der neapolitanischen Musikszene ist auch mit Romanzen- und Liederalben (teilweise Transkriptionen von Volksliedern) sowie mit der Kontroverse zwischen Wagnerianern und Anti-Wagnerianern verbunden, bei der er sich auf die Seite des deutschen Musikers mit dem Aufsatz Richard Wagner ed i wagneristi, der 1876 in Neapel veröffentlicht wurde, stellte.